# Тагма
Тáгма  (від грец. τάγμα — впорядковувати, розташовувати у певному порядку) — у членистих тварин це група суміжних члеників тіла, спеціалізована на виконанні певних функцій; теж саме, що відділ тіла. Зазвичай термін вживають стосовно кільчастих червів та членистоногих, хоча інколи ним користуються також для характеристики хордових.
Спільне виконання однакових функцій звичайно надає членикам тагми морфологічної схожості між собою і відмінностей від сусідніх члеників. У більшості випадків тагма в більшій або меншій мірі ізольована від них. Кількість тагм та їх склад у різних групах тварин неоднаковий. Наприклад, у хеліцерових дві тагми — головогруди і черевце, у комах — три: голова, груди і черевце. Членики тагми можуть бути з'єднані між собою рухомо (черевце комах) або нерухомо (черевце павуків), інколи вони фактично зливаються так, що видно лише шви між ними або не видно навіть і їх.
Спеціалізація члеників у виконанні певних функцій підвищує пристосованість тварин до певних умов середовища. Тому тагмозис (тагматизація) стали важливим напрямом еволюції тварин. У кожному великому таксоні (тип, клас і т. ін.) цей процес відбувався незалежно від інших таксонів. Тому тагми різних груп, попри їх можливу зовнішню подібність, найчастіше не є гомологічними — адже вони мають різне походження. Зокрема, склад передньої тагми тіла у комах і у ракоподібних різний, хоча вони носять однакову назву — голова.